# Abraham Daniel Schönström
Abraham Daniel Schönström, född den 4 mars 1729, död den 7 april 1809 i Stockholm, var en svensk militär. Han var son till Peter Schönström.
Schönström blev student vid Uppsala universitet 1738. Han blev kadett vid artilleriet 1744, kornett vid Livdragonregementet 1750, löjtnant där 1755, adjutant 1758, överadjutant hos general Ehrensvärd 1759, major vid arméns flotta 1761, överstelöjtnant där 1763, vid Jämtlands dragonregemente 1768, vid Västgötadals regemente 1769, överste och chef för regementet 1773 samt för Kalmar regemente 1779. Schönström befordrades till generalmajor 1782, blev genom byte överste och chef för Finska artilleriregementet 1795 men beviljades avsked samma år. Han bevistade 1757–1762 pommerska kriget och 1788 finska kriget, där han blev sårad. Schönström blev riddare av Svärdsorden 1767.